# Бангкачао
Бангкачао (тайск. บางกะเจ้า) — искусственный остров, образованный изгибом реки Чаупхрая. Расположен к югу от столицы Таиланда Бангкока в округе Пхрапрадаенг провинции Самутпракан. Остров, занимающий 16 квадратных километров или 1920 гектаров, традиционно был сельскохозяйственным с относительно небольшим населением. Иногда его называют «зелёными легкими» Бангкока. В 2006 году Бангкачао был назван «лучшим городским оазисом» журналом Time в серии «Лучшее в Азии» и часто посещается любителями природы и велосипедистами.

## Администрация
Бангкачао включает шесть тамбонов: Бангнамфуенг, Бангкачао, Бангйо, Бангкрасоп, Бангкбуа и Сонгкханонг.

## Развитие
Нетронутый характер природы острова, обилие пространства и близость к центру Бангкока сделали его желанной целью для застройщиков. Началась битва за его сохранение в первозданном виде. После смерти короля Пхумипона Адульядета в октябре 2016 года Национальный совет для мира и порядка заявил о своем намерении сохранить Бангкачао в нетронутом виде. Трёхлетний проект Королевского лесного департамента, Университета Касетсарт и нефтяной компании PTT направлен на обновление общественных зелёных зон и обеспечение того, чтобы 60 % острова оставались свободными от застройки. Нехватка земли и коррупция в Таиланде приводит к тому, что застройщики и влиятельные компании обходят или просто игнорируют меры по защите окружающей среды. Одна из жительниц острова продала принадлежавший её семье земельный участок площадью 6000 м2 за 24 миллиона тайских бат (686 106 долларов США).